# Lispe surda
Lispe surda este o specie de muște din genul Lispe, familia Muscidae, descrisă de Mary Katherine Curran în anul 1937. Conform Catalogue of Life specia Lispe surda nu are subspecii cunoscute.